# 1246 dans les croisades
Cette page regroupe les évènements concernant les Croisades qui sont survenus en 1246 :
- Mort de Geoffroy II de Villehardouin, prince de Morée. Son frère Guillaume II de Villehardouin lui succède[1].